# Sint-Jan Baptistkerk (Schulen)

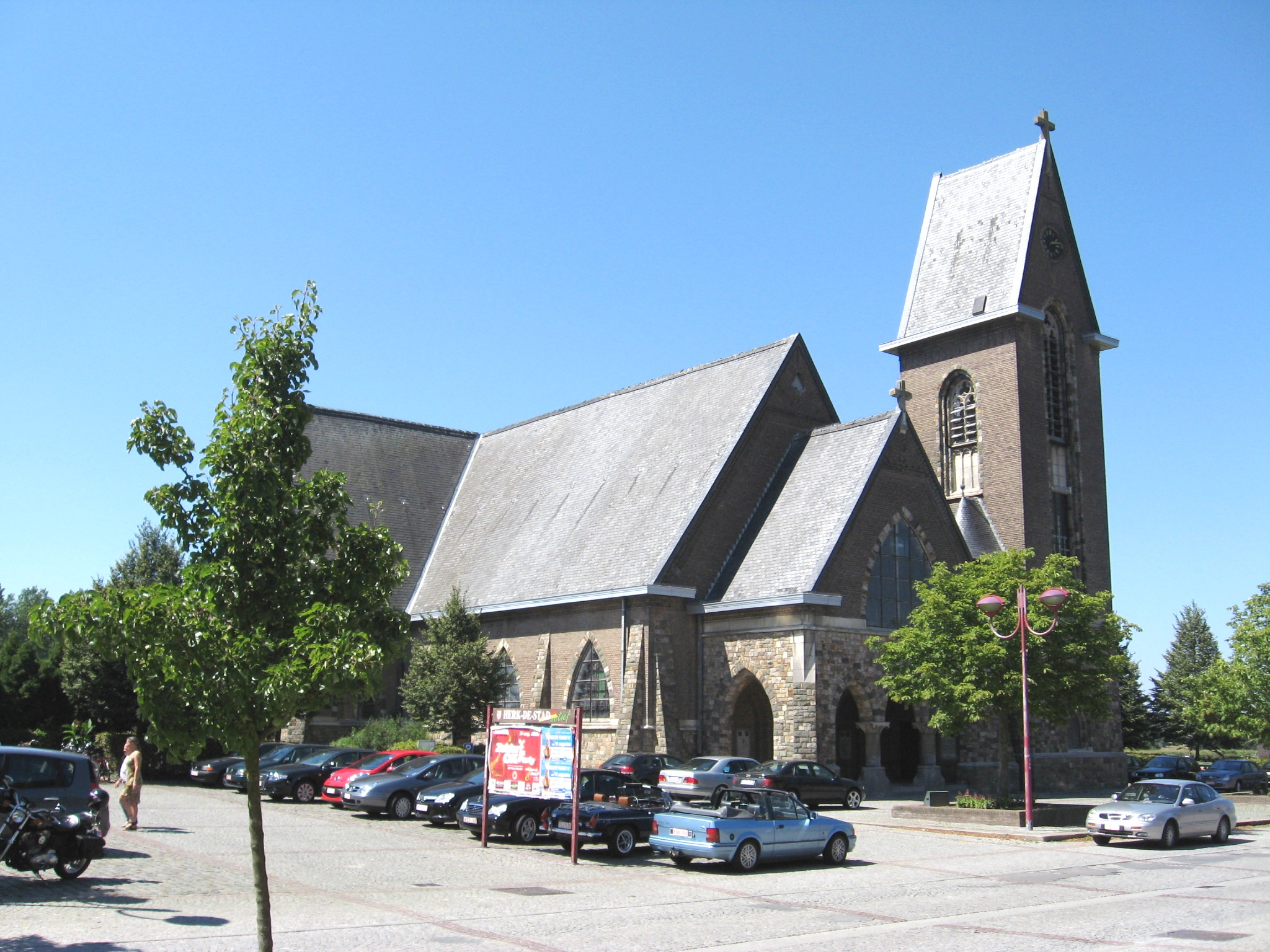
Sint-Jan Baptistkerk

De Sint-Jan Baptistkerk was de parochiekerk van Schulen, gelegen aan de Kiezelweg aldaar. In 2025 werd de laatste misviering in de kerk gehouden. Ze verloor haar functie voor de eredienst.

## Gebouw
Het gebouw, uitgevoerd in moderne gotiek, werd van 1938-1939 gebouwd, omdat de oude kerk in 1937 door brand was verwoest. Architect was Joseph Deré.
Rechts van de kerk bevindt zich een vierkante zuidwesttoren onder spits zadeldak. De bakstenen eenbeukige kruiskerk wordt versierd door breuksteen, waarmee onder meer de onderste geleding van de toren en het portaal zijn bekleed.

## Interieur
Het schip wordt overwelfd door een bakstenen kruisribgewelf. Het interieur omvat een 16e-eeuws doopvont, een 17e-eeuws beeld van Sint-Lucia, voorts een Sint-Rochus, een Sint-Joris met Draak, een Christus aan het Kruis. Een preekstoel in Lodewijk XV-stijl, een (rococo-)biechtstoel en een beeld van de Engelbewaarder zijn 18e-eeuws. Een olieverfschilderij in barokstijl stelt de Calvarie met Maria Magdalena voor. De Kruisweg, van 1938-1939, werd geschilderd door Leon Pringels.
1. ↑  Van den Langenbergh, Cedric; Radio 2, Kerk van Schulen loopt vol voor laatste eredienst. VRTNWS (27 juli 2025). Geraadpleegd op 6 augustus 2025.